# Help! (phim)
Help! là bộ phim ca nhạc được sản xuất vào năm 1965 với sự tham gia của The Beatles cùng Leo McKern, Eleanor Bron, Victor Spinetti, John Bluthal, Roy Kinnear và Patrick Cargill. Đây là bộ phim thứ hai của The Beatles và là bộ phim đầu tiên nói về những quan điểm của họ chống lại tôn giáo lỗi thời. Soundtrack của bộ phim này nằm trong album cùng tên, Help!.
Bộ ảnh đi kèm bộ phim được nhiếp ảnh gia Michael Peto chụp song song với quá trình làm phim và vẫn đang được lưu trữ tại trường Đại học Dundee, Anh.

## Ca khúc sử dụng
- "Help!"
- "You're Going to Lose That Girl"
- "You've Got to Hide Your Love Away"
- "Ticket to Ride"
- "I Need You"
- "The Night Before"
- "Another Girl"
- "She's A Woman" (nghe ở phần nền trong băng thâu, trong cảnh tại cánh đồng Salisbury)
- "A Hard Day's Night" (chơi không lời bởi dàn nhạc Ấn Độ)
- "I'm Happy Just to Dance with You" (chơi trong hoạt cảnh ban nhạc lái xe đạp)
- "You Can't Do That" (chơi không lời trong cảnh phần tại Austrian Alps)

## Đánh giá
Hầu hết các đánh giá đều khá tích cực, song những nhận xét đều cho rằng dù được đầu tư lớn, ban nhạc không có được thành công lớn như với A Hard Day's Night. Leslie Helliwell viết: "Họ đã kiệt sức để tạo một sản phẩm điên rồ nhằm vượt qua A Hard Day's Night, song đôi khi tài năng lại tỏa sáng chỉ với một nguồn kinh phí thấp. Một sự pha trộn giữa Hellzapoppin', The Goons, Goofy, Mr. Magoo và Monty Python. Một sản phẩm tốt song hơi mệt mỏi nếu để giải trí." Ronnie D. Lankford, Jr. của tờ Allmusic miêu tả bộ phim như "tiền thân của thể loại phim ca nhạc... Lester dường như tìm thấy những giai điệu phù hợp với Help!, tạo ra một bức chân dung thú vị của Beatles mà không bao giờ cho phép chính họ trở nên quá nghiêm túc. Phong cách của ông sau này được hỗ trợ bởi Bob Rafaelson trong serie truyền hình 'Monkees trong những năm 60 đã tiếp tục ảnh hưởng mạnh mẽ tới nhạc rock, điển hình là với bộ phim Spice World năm 1998."